# Boqueixón
Boqueixón település Spanyolországban, A Coruña tartományban. Boqueixón Santiago de Compostela, O Pino, Touro, Vila de Cruces, Silleda, A Estrada és Vedra községekkel határos. Lakosainak száma 4200 fő (2024).

## Népesség
A település népessége az utóbbi években az alábbiak szerint változott:
| Lakosok száma | 4266 | 4337 | 4406 | 4462 | 4430 | 4342 | 4291 | 4220 | 4186 | 4200 |
|               | 2001 | 2004 | 2006 | 2009 | 2011 | 2014 | 2016 | 2019 | 2021 | 2024 |